# Mordfall Maria Ladenburger

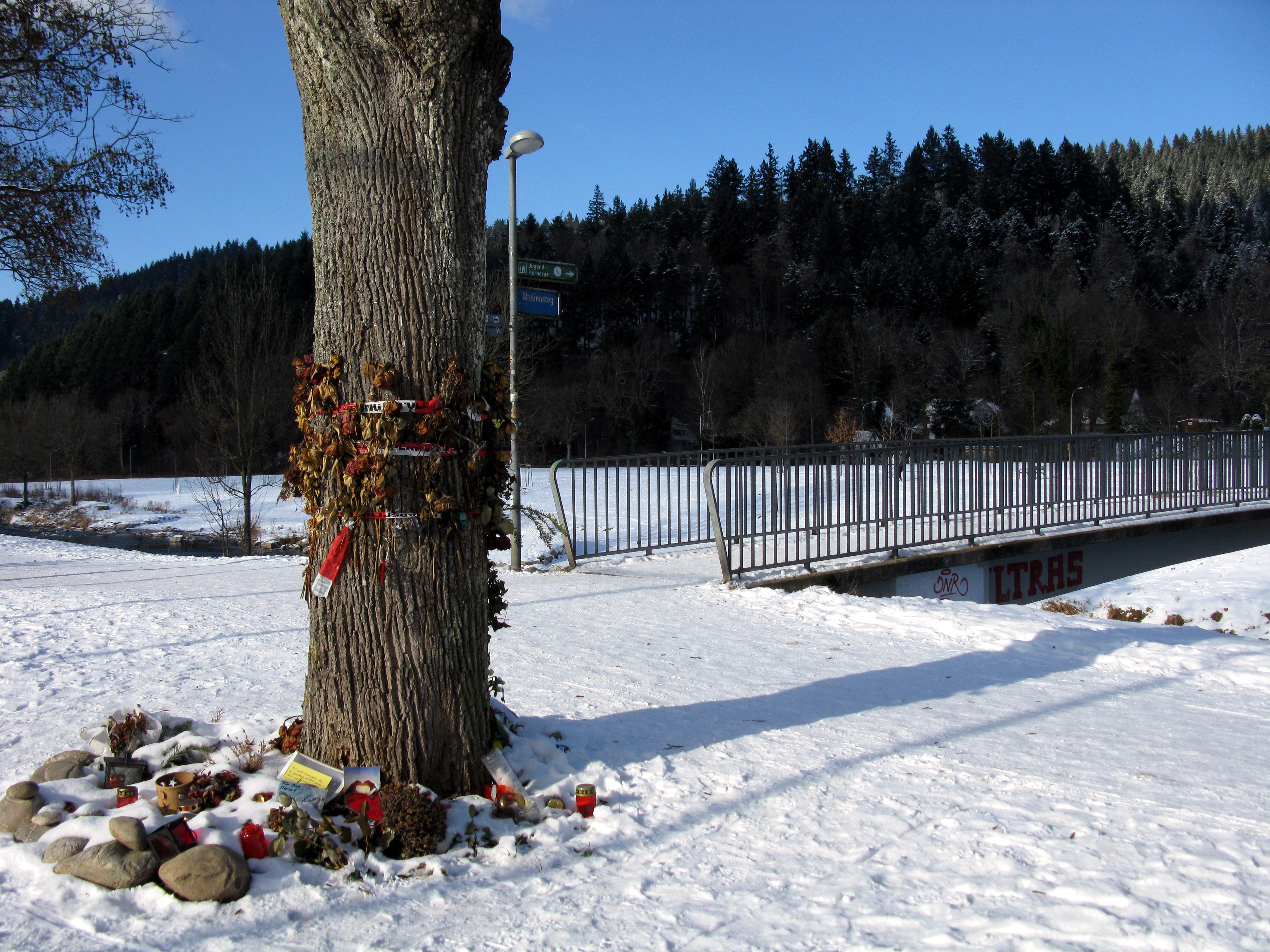
Blumen an einem Baum beim Ottiliensteg an der Dreisam in Freiburg-Waldsee, in der Nähe des Tat- und Fundortes

Beim Mordfall Maria Ladenburger wurde am 16. Oktober 2016 in Freiburg im Breisgau die 19-jährige Medizinstudentin Maria Ladenburger von dem nach eigenen Angaben aus Afghanistan stammenden Flüchtling Hussein Khavari vergewaltigt und anschließend ermordet.
Der Täter war Ende 2015 als Flüchtling über Griechenland nach Deutschland gekommen. Er hatte bei seinem Asylantrag behauptet, minderjährig zu sein, und wurde als unbegleiteter minderjähriger Flüchtling eingestuft. Im Strafprozess räumte er ein, bei der Einreise nach Deutschland schon volljährig gewesen zu sein, und legte ein Geständnis ab. Hussein Khavari wurde im März 2018 vom Landgericht Freiburg wegen Mordes und besonders schwerer Vergewaltigung nach Erwachsenenstrafrecht zu lebenslanger Freiheitsstrafe verurteilt. Das Gericht ordnete zusätzlich anschließende Sicherungsverwahrung an und stellte die besondere Schwere der Schuld fest.
Das Verbrechen erregte aufgrund der Herkunft des Täters in Deutschland und vielen anderen Ländern Aufmerksamkeit. Es war Gegenstand mehrerer gesellschaftlicher Diskurse, z. B. wurde die Art der Medienberichterstattung thematisiert. Dazu gehört auch, dass in Folge der Tat die Familie Ladenburgers Morddrohungen und Hassnachrichten erhielt, da sie zur Besonnenheit aufrief.

## Tathergang
Khavari sagte aus, er habe am Nachmittag vor der Tatnacht mit Freunden Haschisch konsumiert und Wodka getrunken. Als die Freunde auseinandergingen, ging Khavari in den Homosexuellentreff Sonderbar. Videoaufnahmen zeigen, dass er dort eine Frau sexuell belästigte, die deswegen das Lokal verließ. Der Barkeeper sagte aus, Khavari habe nüchtern gewirkt. Khavari soll einem männlichen Gast Sex für Geld angeboten haben. Nachdem er dort vor die Tür gesetzt worden war, ging er zu einer Diskothek am Freiburger Hauptbahnhof, wo Türsteher ihm den Zutritt verwehrten. Khavari wurde aggressiv und bedrohte die Türsteher, die ihn daraufhin zu Boden brachten. Schließlich machte er sich auf den Heimweg. In einer fast leeren Straßenbahn setzte er sich neben eine Frau, die dann den Sitzplatz wechselte und die Begegnung gegenüber der Polizei später als extrem unangenehm beschrieb. Er lief von der Endhaltestelle in Freiburg-Littenweiler ziellos durch die Gegend und stahl ein nicht abgeschlossenes Fahrrad. An der Dreisam habe er versucht, sich zu übergeben.
Die 19-jährige Medizinstudentin Maria Ladenburger besuchte am Abend des 15. Oktober 2016 bis etwa 2:40 Uhr die Studentenfeier „Big Medi Night“ in der Mensa II im Institutsviertel und trat danach mit dem Fahrrad den Heimweg zum Studentenwohnheim Thomas-Morus-Burse im Stadtteil Littenweiler an. Gegen 3:00 Uhr stieß Khavari sie vom Fahrrad. Er gab an, nicht gesehen zu haben, ob der Fahrradfahrer eine Frau oder ein Mann war. Khavari würgte die Frau, zerrte sie an die Uferböschung des nahen Flusses Dreisam und vergewaltigte sie mit der Hand, da er keine Erektion bekam. Dabei fügte er der bewusstlosen Studentin schwere innere Verletzungen zu. Ein Freund sagte als Zeuge aus, Khavari habe ihm nach der Tat erzählt, er habe gerade eine Frau wie „ein Tier vergewaltigt“. Auch habe er erzählt, dass er in der Tatnacht noch eine Person ins Visier genommen habe: eine Chinesin, die er an einer Straßenbahnhaltestelle getroffen habe. Er habe sie – laut Zeugenaussage des Freundes – „vergewaltigen und ficken“ wollen.
Um 8:41 Uhr fand eine Joggerin die Leiche von Maria Ladenburger in der Dreisam. Die gerichtsmedizinische Untersuchung ergab die Todesursache Ertrinken. Laut Kriminalpolizei wurde sie absichtlich so ins Wasser der Dreisam gelegt, dass sie keine Chance zum Überleben hatte. Ihr Körper wies mehrere Bisswunden auf.

## Ermittlungen
Die Freiburger Polizei berief umgehend eine 40-köpfige Sonderkommission (Soko Dreisam) ein.
Es gelang der Kommission, die Abläufe vor der Tat „in weiten Teilen lückenlos“ zu rekonstruieren. Etwa 1400 Menschen wurden vernommen, rund 1600 Hinweise geprüft und die Aufzeichnung eines Überwachungsvideos ausgewertet. Die an Ladenburgers Körper sichergestellten männlichen DNA-Spuren waren in keiner bundesweiten Datenbank gespeichert. Freiwillig abgegebene DNA-Proben aus dem Umfeld Ladenburgers und der Umgebung des Tatorts ergaben ebenfalls keine Übereinstimmung. Die Polizei setzte eine Belohnung für sachdienliche Hinweise aus.
An einem Gebüsch in der Nähe des Tatorts wurde ein 18,5 Zentimeter langes schwarzes Haar gefunden, das teilweise blond eingefärbt war. Nach einem Abgleich mit Aufnahmen von Überwachungskameras der VAG Freiburg konnte das Haar einem jungen Mann zugeordnet werden, der um 1:57 Uhr in der Freiburger Innenstadt in eine Straßenbahn der Linie 1 in Richtung Littenweiler eingestiegen und bis zur Endhaltestelle Laßbergstraße – etwa einen Kilometer vom Tatort entfernt – gefahren war. Am 2. Dezember wurde der Gesuchte von einer Polizeistreife entdeckt und aufgegriffen. Seine DNA-Probe war identisch mit den am Tatort sichergestellten Spuren. Ende Januar 2017 wurde die Soko Dreisam aufgelöst. Die Ermittler fanden keinerlei Hinweise darauf, dass Täter und Opfer sich gekannt hätten.
Weihnachten 2016 unternahm Khavari einen Suizidversuch. Daraufhin wurde er in das Justizvollzugskrankenhaus Hohenasperg verlegt, wo er einen weiteren Versuch unternahm. Im November 2017 versuchte er es erneut.
Einige Zeit lang gab es Vermutungen, der Mord in Freiburg stünde möglicherweise in Zusammenhang mit der Vergewaltigung und dem Mord an einer Joggerin im nahen Endingen am Kaiserstuhl am 6. November 2016. In diesem Fall konnte jedoch ein 40-jähriger rumänischer Lastwagenfahrer der Tat überführt werden, der auch 2014 in Kufstein eine junge Frau ermordet hatte.

## Täter

### Herkunft und Zeit in Griechenland
Hussein Khavari wurde Mitte der 1990er Jahre oder deutlich früher in Afghanistan oder dem Iran geboren und gehört der ethnischen Gruppe der Hazara an. Khavari wurde am 8. Januar 2013 in Tyros (Arkadien, Griechenland) als unbegleiteter minderjähriger Flüchtling registriert.
Am 26. Mai 2013 verübte er auf Korfu einen Raubüberfall auf eine Studentin und warf sie über ein Geländer eine Klippe hinunter; sie überlebte den zehn Meter tiefen Sturz schwer verletzt. Nach der Tat soll er keine Reue gezeigt haben. Ein bei seiner Vernehmung beteiligter Polizist sagte, er habe bei den Vernehmungen gefragt: „Was soll das denn alles, es war doch nur eine Frau.“ Wegen Diebstahls und versuchten Totschlags wurde er am 12. Februar 2014 zu einer Jugendhaftstrafe von 10 Jahren verurteilt und in einem Gefängnis für Jugendliche in Volos inhaftiert. Sein Asylgesuch lehnten die griechischen Behörden im Mai 2014 ab. Am 31. Oktober 2015 kam er durch ein Amnestiegesetz der Regierung Tsipras gegen Meldeauflagen auf Bewährung frei. Als er seiner Meldepflicht nicht nachkam, widerrief das Justizministerium die Bewährung und schrieb am 31. Dezember 2015 eine nationale – jedoch keine internationale – Fahndung aus.

### Asylantrag in Deutschland und Datenaustausch
Zu diesem Zeitpunkt war Khavari bereits in Deutschland. Er war Anfang November über Österreich illegal eingereist und hatte am 12. November 2015 ohne Vorlage von Personaldokumenten bei der Polizei in Freiburg einen Asylantrag gestellt. Dieser ging Mitte Februar 2016 beim zuständigen Bundesamt für Migration und Flüchtlinge (BAMF) ein, wurde dort aber monatelang nicht bearbeitet. Nach Angabe des überlasteten BAMF hätte Khavari „demnächst“ einen Termin bekommen sollen – das bedeutet mit Stand Dezember 2016 nach 10 Monaten. Khavari wurde bei einer Pflegefamilie untergebracht und zur Schule geschickt. Die Pflegeeltern gaben an, dass er „ruhig, selbstbewusst und höflich“ gewesen sei und sich nach seiner Schulzeit eine Lehre zum Schreiner, eine Ausbildung zum Flugbegleiter oder die Eröffnung eines Kiosks habe vorstellen können.
Trotz mehrerer EU-weiter Systeme zum Datenaustausch wurde Khavaris kriminelle Vergangenheit von deutschen Behörden nicht erkannt.

#### Europäische Fingerabdruckdatenbank (EURODAC)
Die europäische Fingerabdruck-Datenbank EURODAC soll verhindern, dass Personen in mehreren EU-Mitgliedstaaten Asyl beantragen können. Sie enthielt aber keine Informationen über Verurteilungen oder Fahndungsmaßnahmen. Laut der Verordnung (EG) Nr. 2725/2000 des Rates vom 11. Dezember 2000 über die Einrichtung von „Eurodac“ war Griechenland im Zuge des Asylantrags von Hussein Khavari verpflichtet, seine Fingerabdrücke in die Datenbank einzuspeisen. Deutschland war bei Bearbeitung seines Asylantrags vom November 2015 verpflichtet, die EURODAC-Datenbank abzufragen. Ob und in welchem Umfang ein Datenaustausch mit griechischen Behörden stattfand, ist anhand der Medienberichte nicht eindeutig nachzuvollziehen:
Laut Darstellung auf faz.net vom 16. Dezember 2016 waren die Daten des Tatverdächtigen von den griechischen Behörden im arkadischen Tyros am 8. Januar 2013 in EURODAC registriert worden. Die Zeit schrieb einen Tag zuvor, EURODAC sei zu dieser Zeit erst im Aufbau gewesen und es habe keine Treffer zu Khavari gegeben, als ihn die Bundespolizei 2015 erkennungsdienstlich begutachtete. Als im Februar 2017 die Stuttgarter Nachrichten über eine Nacherfassung unbegleiteter Minderjähriger in Baden-Württemberg berichteten, schrieb diese, die Bundespolizei habe keinen Zugriff auf die Daten des Tatverdächtigen in EURODAC gehabt. Tatsächlich ist der Zugriff der Bundespolizei nur zur Verhütung, Aufdeckung und Untersuchung terroristischer oder sonstiger schwerer Straftaten gestattet.
Die Süddeutsche Zeitung (SZ) meldete am 15. Dezember 2016, laut Bundesinnenministerium habe Deutschland Khavaris Fingerabdrücke in EURODAC abgespeichert. Ob bereits ein griechischer Eintrag bestand, war laut SZ unklar. Auch sie erwähnte, dass das System 2013 noch im Aufbau war. Die Bild-Zeitung behauptete am Tag darauf, es habe keine Abfrage stattgefunden, als der Neueintrag erfolgte. Laut Badischer Zeitung war die erneute Speicherung durch die Bundespolizei im Rahmen der erkennungsdienstlichen Behandlung vom 12. November 2015 veranlasst worden.

#### Schengener Informationssystem (SIS)
Das Schengener Informationssystem (SIS) dient der automatisierten Personen- und Sachfahndung in der Europäischen Union (EU). Nach Auskunft des Innenministeriums war es bei der Asylantragstellung von Khavari in Freiburg zwar abgefragt worden, hatte aber keinen Eintrag enthalten, da Griechenland Hussein Khavari lediglich zur nationalen Fahndung ausgeschrieben hatte.

#### Europäisches Strafregisterinformationssystem (ECRIS)
Das Europäische Strafregisterinformationssystem (ECRIS) umfasst (Stand Dezember 2016) nur Strafregister von EU-Bürgern, nicht aber Strafregister von Drittstaatsangehörigen. Bisher lässt sich nur dadurch, dass an alle Mitgliedstaaten ein Auskunftsersuchen gerichtet wird, feststellen, ob ein Drittstaatsangehöriger bereits in einem anderen Mitgliedstaat verurteilt wurde.
Eine entsprechende Erweiterung des Systems war im Nachgang der Terroranschläge vom 13. November 2015 in Paris zwar vereinbart worden und ein diesbezüglicher Richtlinienänderungsvorschlag am 19. Januar 2016 von der EU-Kommission angenommen worden; die geplante Erweiterung war aber noch nicht umgesetzt worden.

### Alter und Anklage

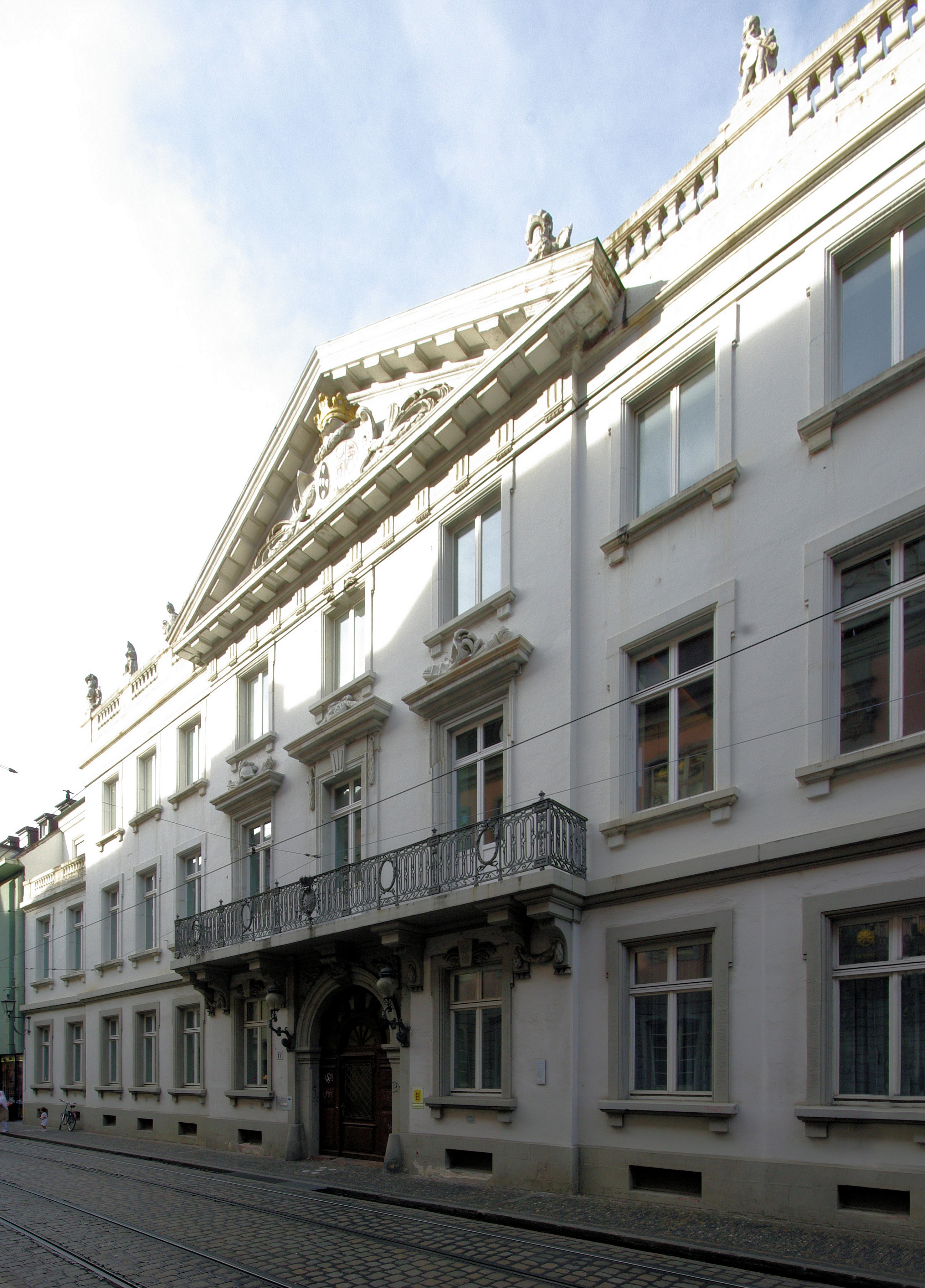
Landgericht Freiburg

Laut seinem im Januar 2013 bei der Registrierung in Griechenland vorgelegten afghanischen Pass wurde Khavari am 1. Januar 1996 geboren und war damit 17 Jahre alt.
Im Rahmen des Asylantrags gab er am 12. November 2015 an, am 12. November 1999 im afghanischen Ghazni geboren worden zu sein, wonach er 16 Jahre alt gewesen wäre. Er wurde vom Jugendamt Freiburg in Obhut genommen und lebte zum Zeitpunkt seiner Festnahme bei einer afghanischen Pflegefamilie.
Ein von der Staatsanwaltschaft in Auftrag gegebenes medizinisches Altersgutachten kam im Februar 2017 zu dem Schluss, dass Khavari zur Tatzeit mindestens 22 Jahre alt, also entgegen seinen Angaben bereits volljährig war und auch schon erwachsen und nicht mehr heranwachsend.
Ende März 2017 erhob die Staatsanwaltschaft Freiburg gegen Khavari Anklage wegen Mordes. Khavari wurde nach Jugendstrafrecht angeklagt, weil durch das Altersgutachten nicht alle Zweifel ausgeräumt worden waren. Im Verfahren konnte das Landgericht Freiburg entscheiden, ob es beim Urteil Jugend- oder Erwachsenenstrafrecht anwenden würde.
Am 19. Juni 2017 gab das Oberlandesgericht Karlsruhe bekannt, dass die Untersuchungshaft gegen Khavari verlängert werde. Dies war nötig, weil während der bis dahin sechsmonatigen Haftzeit noch kein Prozess stattgefunden hatte. Die Staatsanwaltschaft suchte noch immer im Ausland nach Informationen, die das Alter von Khavari genau belegten. Auch Personalien und Herkunft waren nicht sicher geklärt.
Im November 2017 wurde das Ergebnis einer wissenschaftlichen Untersuchung eines alten Eckzahnes, den Khavari nach einer zahnärztlichen Entfernung privat aufbewahrt hatte und der bei einer polizeilichen Durchsuchung gefunden worden war, veröffentlicht. Nach der Untersuchung wurde sein Alter auf 25 Jahre geschätzt. Demzufolge war er zum Tatzeitpunkt wahrscheinlich älter als 21 Jahre und fiel nicht mehr unter das Jugendstrafrecht.
Der im Iran lebende Vater des Angeklagten teilte dem Gericht Anfang Dezember 2017 in einem Telefonat mit, Khavari sei 1984 geboren worden. Der beteiligte Übersetzer vermutete einen Verständnisfehler des Vaters.
Die Gerichtsreporterin Gisela Friedrichsen hatte in einem Artikel für die Welt am 21. März geschrieben, allein die Untersuchungen zur Feststellung des ungefähren Alters von Khavari hätte zwei Millionen Euro gekostet; diese Angabe hatte keine Grundlage und wurde anschließend entfernt, fand jedoch in rechtspopulistischen Kreisen eine rasche Rezeption. Die tatsächlichen Kosten für die Altersgutachten befinden sich laut Staatsanwaltschaft im vierstelligen bis unteren fünfstelligen Bereich.

## Prozess
Der Mordprozess gegen Khavari begann am 5. September 2017 unter strengen Sicherheitsauflagen vor der Jugendkammer des Landgerichts Freiburg in Saal IV, dem größten Saal des Gerichts. Die Familie Maria Ladenburgers trat als Nebenkläger auf. Für Journalisten waren 48 der 150 Plätze im Saal reserviert.
Am ersten Prozesstag räumte Khavari ein, bei der Einreise nach Deutschland tatsächlich bereits volljährig gewesen zu sein. Am zweiten Prozesstag legte er ein umfassendes Geständnis ab.
Später sagte er aus, Maria Ladenburger sei ihm zufällig begegnet, als er nach einem durchzechten Nachmittag und Abend betrunken und unter Drogeneinfluss am Flussufer entlang gegangen sei. Er habe sie vom Fahrrad gestoßen, ihr den Mund zugehalten, als sie schrie, und sie mit seinem Schal gewürgt. Als sie sich nach einer Minute nicht mehr bewegt habe, sei ihm aufgefallen, dass sie hübsch war. Nach vergeblichen Versuchen, sie zu vergewaltigen, habe er sie mit der Hand missbraucht. Anschließend habe er sie in den Fluss gezerrt, um sein Blut von ihrem Körper zu waschen; er habe sich davor bei einem Fahrradsturz an der Hand verletzt. Dann sei er vom Tatort geflohen.
Am zehnten Prozesstag wurden zwei Gutachter zum Alter von Khavari gehört. Beide schlossen aus der Zahnanalyse, Röntgenbildern und ärztlichen Dokumenten, dass der Angeklagte zur Tatzeit älter als 21 Jahre alt war, mindestens 19, wahrscheinlich 22 bis 26 Jahre alt.
Am elften Verhandlungstag widersprach ein technischer Gutachter den Angaben des Angeklagten, er habe am Wegesrand auf dem Boden gesessen und aus einem Reflex heraus gegen das Fahrrad der Frau getreten. Der Gutachter erklärte, dem Mord sei ein gezielter Angriff vorausgegangen.
Am ersten Verhandlungstag 2018 zeigten Polizeibeamte anhand von Geodaten seines Handys und von Daten einer darin installierten Gesundheits-App auf, dass der Straftäter über eine Stunde am Tatort verbracht und in dieser Zeit sein Opfer die Uferböschung hinuntergezerrt hatte und wieder hinaufgegangen war. Khavari hatte also keineswegs im Affekt gehandelt; womöglich wurde Maria Ladenburger mehr als eine Stunde sexuell missbraucht. Handydaten des Opfers bestätigten diese Vermutung.
Ein afghanischer Flüchtling, der Khavari nach eigenen Angaben aus dessen Zeit im Iran kennt, sagte aus, Khavari sei in Wahrheit 22 oder 23 Jahre alt. Das Gericht hielt den Zeugen für glaubwürdig, nachdem er auf einer Landkarte das Haus bei Teheran identifiziert hatte, das der Adresse entsprach, die Khavari auf einen Brief an seine Familie schrieb.
Die Staatsanwaltschaft forderte in ihrem Plädoyer am 9. März 2018 die Verhängung einer lebenslangen Freiheitsstrafe mit anschließender Sicherungsverwahrung. Zudem solle die besondere Schwere der Schuld festgestellt werden. Damit wäre eine vorzeitige Freilassung nach 15 Jahren Haft nahezu ausgeschlossen: „Der Angeklagte ist gefährlich für die Allgemeinheit“, erklärte Oberstaatsanwalt Eckart Berger. Von Khavari gehe ein hohes Rückfallrisiko aus, schwere Straftaten gegen junge Frauen seien wahrscheinlich. Die Vorwürfe des Mordes und der besonders schweren Vergewaltigung seien im Prozess erhärtet worden, sagte Berger. Zudem sei durch Gutachten und Zeugenaussagen erwiesen, dass Khavari zur Tatzeit mindestens 22 Jahre alt gewesen war. Deshalb müsse Erwachsenenstrafrecht gelten. Die Aussagen des Angeklagten seien „von Lügen geprägt“, sagte der Staatsanwalt: „Der Angeklagte hat alles getan, Aufklärung zu verhindern.“ Es habe sich um eine gezielte Tat mit Tötungsabsicht gehandelt. Khavari habe rücksichtslos gehandelt, keine Reue und der Frau gegenüber Gleichgültigkeit gezeigt. „Es ging ihm in der Nacht darum, auf seine Art Sex mit einer Frau zu haben“, sagte Berger. Um nicht entdeckt zu werden, habe er die junge Frau getötet. Der Nebenklagevertreter forderte in seinem Plädoyer am 12. März 2018 ebenfalls eine Verurteilung nach Erwachsenenstrafrecht. Der am selben Tag plädierende Pflichtverteidiger forderte eine Therapie für Khavari, da ihm im Gefängnis Hilfe und Betreuung angeboten werden müsse. Der Verteidiger verzichtete auf eine konkrete Forderung mit Blick auf ein Strafmaß. Rechtlich möglich sei eine Verurteilung wegen Mordes und Vergewaltigung nach Jugend- oder Erwachsenenstrafrecht. Für das Feststellen der besonderen Schwere der Schuld oder eine Sicherungsverwahrung fehle jedoch die rechtliche Grundlage.
Khavari wurde am 22. März 2018 wegen Mordes und besonders schwerer Vergewaltigung nach Erwachsenenstrafrecht zu lebenslanger Haft verurteilt. Das Gericht stellte zudem die besondere Schwere der Schuld fest und ordnete den Vorbehalt einer Sicherungsverwahrung an.
Der Verteidiger kündigte an, Revision gegen das Urteil einzulegen. Am 25. April 2018 allerdings zog Khavari den Revisionsantrag zurück; das Urteil ist damit rechtskräftig.

## Reaktionen

### Berichterstattung
Massenmedien berichteten ab dem Bekanntwerden des Todesfalles. Nach der Festnahme stellten ihn manche Medien in einen Zusammenhang mit der Flüchtlingskrise. N24 und n-tv sendeten die Pressekonferenz der Polizei am 3. Dezember 2016. Auch im Ausland wurde darüber berichtet, dass der mutmaßliche Täter ein Flüchtling aus Afghanistan ist. So erschien ein Bericht der Associated Press unter anderem auf New York Times online und Washington Post online.
Das ZDF meldete am 3. Dezember in der 19-Uhr-Ausgabe der heute-Nachrichten die Festnahme, die Tagesschau-Sendungen der ARD erwähnten den Fall hingegen nicht. Die Tagesschau-Redaktion rechtfertigte die Nichtmeldung später mit einer lediglich „regionalen Bedeutung“ des Falles. In einer zweiten Stellungnahme schrieb Chefredakteur Kai Gniffke, die Tagesschau berichte „sehr selten über einzelne Kriminalfälle“, sondern über „gesellschaftlich, national und international relevante Ereignisse“.
Der Deutsche Journalisten-Verband und andere Medienschaffende kritisierten die Entscheidung der Tagesschau-Redaktion. Laut der Zeitschrift Stern lieferte die ARD damit „eine hanebüchene Erklärung für ihre Ignoranz“. Die Frankfurter Allgemeine Zeitung kommentierte den Vorgang mit den Worten: „Über den Kampfslogan ‚Lückenpresse‘ braucht sich jedenfalls niemand mehr zu wundern.“ Einem Kommentar in der Welt zufolge hatte sich die Tagesschau mit ihren verspäteten Berichten zur Silvesternacht von Köln dem Verdacht einer „Es kann nicht sein, was nicht sein darf“-Berichterstattung ausgesetzt und diesen nun weiter genährt. Die damalige AfD-Bundesvorsitzende Frauke Petry sagte, beide Fälle seien Beispiele dafür, „dass nicht umfassend berichtet wird“. Zwei Tage später berichtete die ARD in den Tagesthemen doch und befragte zudem Bundeskanzlerin Angela Merkel zu dem Fall. Die starke Kritik an einem angeblichen Verschweigen in der Tagesschau bezeichnete der Medienwissenschaftler Stefan Niggemeier hingegen als „absurd“. Die Tagesschau berichte „selten über Mordfälle“ und habe „diesen Mordfall schon ‚verschwiegen‘, als noch gar nicht klar war, dass der mutmaßliche Täter ein Flüchtling ist“. Es sei nicht so, „dass die ‚Tagesschau‘ eine Ausnahme von ihrer sonstigen Regel gemacht hat, sondern der ‚Stern‘ und all die anderen Empörten fordern, dass sie im Fall von Flüchtlingen eine Ausnahme machen soll“.
Berichte über das ehrenamtliche Engagement Maria Ladenburgers in einem Verein sowie Falschmeldungen in Medien, dass es sich hierbei um Engagement für Flüchtlinge handelte, lösten eine Welle von Hass und rassistischen Anfeindungen gegenüber dem Verein, dem Täter sowie der Familie des Opfers aus. Der damalige AfD-Landtagsabgeordnete Holger Arppe warf dem Vater basierend auf den Fake News vor, er habe in einer Traueranzeige zu Spenden für Flüchtlinge aufgerufen; dies sei „pathologische Realitätsverweigerung“.

### Stellungnahmen
- Der damalige Freiburger Oberbürgermeister Dieter Salomon (Bündnis 90/Die Grünen) warnte vor Pauschalurteilen gegen alle Flüchtlinge.[82]
- Bundeskanzlerin Merkel erwiderte auf den Vorwurf aus Teilen der Gesellschaft, ihre Flüchtlingspolitik sei mitverantwortlich für die Tat: „Ich sage erst einmal, dass dieser Mord schrecklich ist und dass meine Gedanken bei den Eltern, bei den Angehörigen sind.“ Der Fall sei ein tragisches Ereignis, das aufgeklärt werden und über das man offen sprechen müsse. Wenn sich herausstelle, dass ein afghanischer Flüchtling der Täter sei, dann sei das „absolut zu verurteilen, genauso wie bei jedem anderen Mörder, aber auch ganz deutlich zu benennen“. Damit könne jedoch nicht die Ablehnung einer ganzen Gruppe verbunden sein; man könne auch sonst nicht von einem auf eine ganze Gruppe schließen.[77]
- Der damalige Vizekanzler Sigmar Gabriel, damals auch SPD-Vorsitzender, sagte: „Solche abscheulichen Morde gab es schon, bevor der erste Flüchtling aus Afghanistan oder Syrien zu uns gekommen ist. Wir werden nach solchen Gewaltverbrechen – egal, wer sie begeht – keine Volksverhetzung zulassen.“
- Der Bundesvorsitzende der Deutschen Polizeigewerkschaft, Rainer Wendt (CDU), sagte: „Dieses und viele andere Opfer würde es nicht geben, wäre unser Land auf die Gefahren vorbereitet gewesen, die mit massenhafter Zuwanderung immer verbunden sind. Und während Angehörige trauern und Opfer unsägliches Leid erfahren, schweigen die Vertreter der ‚Willkommenskultur‘. Kein Wort des Mitgefühls, nirgends Selbstzweifel, nur arrogantes Beharren auf der eigenen edlen Gesinnung.“[83][84] Der Bundesvorsitzende der Gewerkschaft der Polizei Oliver Malchow (SPD) und der stellvertretende SPD-Vorsitzende Ralf Stegner kritisierten seine Stellungnahme.[85]
- Henryk M. Broder schrieb in seinem Buch Wer, wenn nicht ich, welches Anfang 2020 erschienen ist: „Ich habe kein Verständnis für Eltern, die eine Stiftung zugunsten von Flüchtlingen gründen, nachdem ihre Tochter von einem Flüchtling ermordet wurde. So ein moralisches Übermenschentum ist mir verdächtig, vor allem, wenn die Eltern sich auch dagegen verwahren, dass der Tod ihrer Tochter politisch instrumentalisiert wird. Als ob sie es nicht selber tun würden.“[86]

### Debatte um umfassendere Möglichkeiten der DNA-Analyse
Der Fall entfachte eine Debatte über Bestimmungen der Strafprozessordnung. Es wäre möglich gewesen, den Täterkreis durch eine DNA-Untersuchung auf biogeographische Herkunft, Alter, Haar- und Augenfarbe einzugrenzen. Dies ist aber gesetzlich nicht zulässig; bestimmt werden darf nur das Geschlecht (§ 81e StPO). Nach der Festnahme plädierte Freiburgs Polizeipräsident Bernhard Rotzinger für eine umfassendere Auswertung von DNA-Spuren. Er sagte, bei der Tätersuche hätte dies massiv helfen können. Bereits vor der Festnahme forderte Baden-Württembergs Justizminister Guido Wolf (CDU) mehr Möglichkeiten bei der Auswertung von DNA-Spuren und kündigte eine entsprechende Initiative an. Bundesjustizminister Heiko Maas (SPD) zeigte sich offen für eine Diskussion über gesetzgeberischen Handlungsbedarf. In einem offenen Brief rief die Wissenschaftler-Initiative STS@Freiburg zu einem kritischen Umgang mit erweiterten DNA-Analysen in der Forensik auf.

### Hassnachrichten gegen Maria Ladenburger und ihre Familie
Der Vater der getöteten Maria Ladenburger teilte mit, dass er wie der Freiburger Oberbürgermeister Martin Horn Hassnachrichten erhalte, da er nach der Tat zur Besonnenheit aufgerufen hatte. Die Mutter gab in einem Interview im März 2019 mit der Badischen Zeitung an, dass sich Anfeindungen „teilweise auch in unflätigster Weise gegen unsere verstorbene Tochter richteten“. Aus der rechtspopulistischen Partei AfD wurde dem Vater vorgeworfen, „als hoher EU-Beamter eine Mitverantwortung für die Flüchtlingskrise zu haben“.

### Maria-Ladenburger-Stiftung
Einen Tag vor Verkündung des Urteils gingen die Eltern der Ermordeten und die Universität Freiburg an die Öffentlichkeit und verkündeten die Gründung der Maria-Ladenburger-Stiftung. Diese soll Studierende der Universität Freiburg, insbesondere der Medizinischen Fakultät, unterstützen, vor allem Studierende mit Behinderung, plötzlichen Erkrankungen oder in schwierigen Lebenssituationen. Die Stiftung widmet sich ausdrücklich auch der Unterstützung ausländischer Studierender bei der Integration in das universitäre Umfeld. Das Stiftungsvermögen beträgt 100.000 Euro. 2018 wurde den Eltern Friederike und Clemens Ladenburger deshalb der mit 20.000 Euro dotierte Bürgerpreis der deutschen Zeitungen zuerkannt, der ihnen am 13. März 2019 überreicht wurde.

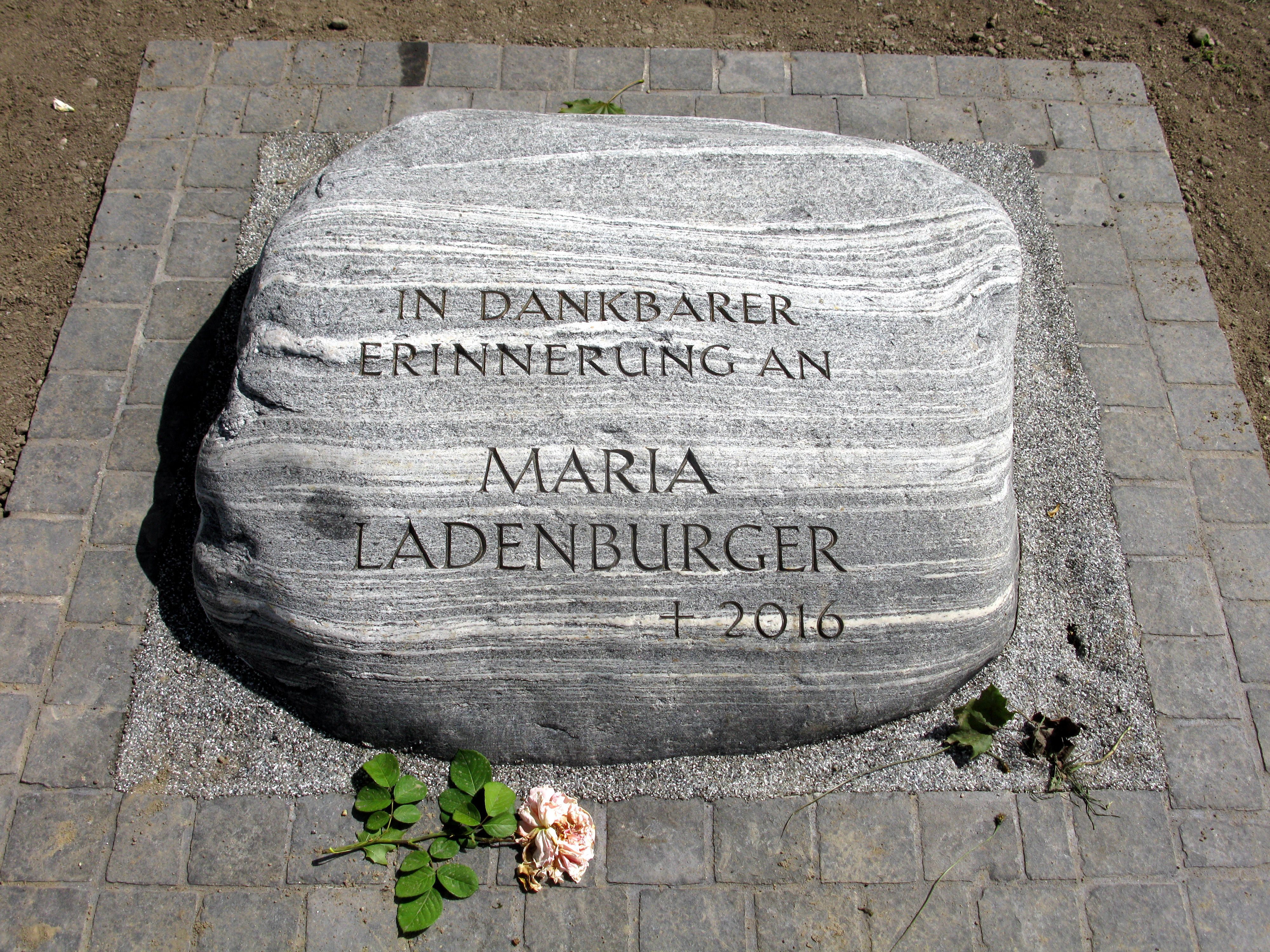
Gedenkstein

### Gedenken
Im August 2019 wurde beim Ottiliensteg in der Nähe des Tatorts ein Gedenkstein installiert. Die Anregung dazu kam vom Freundeskreis von Maria Ladenburger und Hochschulseelsorger Pfarrer Bruno Hünerfeld. Die Familie der Studentin nahm die Anregung auf und gab ihn mit Hilfe der Stadt in Auftrag. Laut Oberbürgermeister Martin Horn soll er zugleich mahnen, „wie auf Gewalt und Hass mit Toleranz und Menschlichkeit begegnet werden kann“.